# Mikhail Kravchuk
Mykhailo Pylypovych Kravchuk, também Krawtchouk (em ucraniano:  Миха́йло Пили́пович Кравчу́к; Chovnitsy, Volínia, 27 de setembro de 1892 – Kolimá, 9 de março de 1942) foi um matemático ucraniano que, a despeito de ter morrido cedo publicou cerca de 180 artigos sobre matemática, incluindo alguns livros nos mais diversos âmbitos da matemática.
Trabalhou em diferentes áreas da matemática, como análise matemática e teoria das probabilidades, mas escreveu principalmente artigos sobre equações diferenciais, e equações integrais, estudando tanto sua teoria como aplicações. Sua monografia em dois volumes sobre a solução de equações diferenciais e integrais lineares pelo método dos momentos foi traduzido ca. 1938–1942 por John Atanasoff, que julgou seu trabalho como de valor em seu projeto de computador (Atanasoff–Berry Computer).

## Vida pessoal
Seu pai, Filipp Kravchuk, graduou-se na Academia Petrovsko-Razumovskaya. Sua mãe, nascida na Polónia, era fluente em algumas línguas europeias e ensinou a Mikhail e suas três irmãs o alemão, polonês e francês.
Em 1901, quando Mikhail tinha nove anos, a família se mudou para Lutsk.

## Carreira
Kravchuk obteve seu diploma na Universidade Imperial São Vladmir de Kiev (atual Universidade de Kiev) em 1914, quando publicou, em russo, On groups of commutative matrices.
Devido a Primeira Guerra Mundial e a consequente evacuação da universidade, Kravchuk optou por se mudar para Moscovo.

## Polícia soviética
Kravchuk foi professor catedrático de matemática do Instituto Politécnico de Kiev Igor Sikorski. Dentre seus alunos constam Sergei Korolev, Arkhip Lyulka e Vladimir Chelomei, futuros projetistas de foguetes e motores a jato. Kravchuk foi preso pela polícia secreta soviética em 23 de fevereiro de 1938 acusado de crimes políticos e espionagem. Foi sentenciado a 20 anos de prisão em setembro de 1938. 

## Morte
Kravchuk morreu em um Gulag na região de Kolimá em 9 de março de 1942. Em setembro de 1956 foi absolvido postumamente de todas as acusações.

## Reconhecimentos
Em 1924, obteve a habilitação com Dmitry Grave, com o trabalho Über quadratische Formen und lineare Transformationen. Foi palestrante convidado do Congresso Internacional de Matemáticos em Toronto (1924), em Bolonha (1928) e Zurique (1932), onde esteve em contato com, dentre outros, Jacques Hadamard, Richard Courant, David Hilbert e Francesco Tricomi.
Foi readmitido postumamente como membro da Academia Nacional de Ciências da Ucrânia em 1992. É epônimo dos polinômios de Kravchuk e matrizes de Kravchuk.